# Các loại hình thủy vực nước mặn
Phần này chỉ giới thiệu sơ lược về các loại hình thủy vực nước mặn, click vào từng loại hình để xem thông tin chi tiết

## Đại dương
Xem chi tiết tại bài Đại dương
Các đại dương kết hợp với biển tạo thành hệ thống "đại dương thế giới", một khoảng nước rộng bao quanh Địa Cầu, chứa một lượng nước và muối trên Trái Đất.
Đại dương thế giới được chia thành 5 đại dương, chia cắt đất liền thành các lục địa. Năm đại dương đó là: Thái Bình Dương, Đại Tây Dương, Ấn Độ Dương, Bắc Băng Dương, Nam Băng Dương.

## Biển
Xem chi tiết tại bài Biển
Các phần riêng biệt của đại dương ăn sâu vào đất liền ít hay nhiều được gọi là biển.
Mỗi biển đều có một chế độ thủy văn chi phối, một mức độ nào đó khác với chế độ thủy văn của phần đại dương tiếp cận.
Biển có thể được chia ra ba loại chính: bien kien tao, bien tu nhien, bien nhan tao
bien kien tao
Biển giữa lục địa thường ăn sâu vào đất liền, thông với đại dương bằng các eo biển hẹp, không để cho sự trao đổi nước với đại dương thật dễ dàng.
Những biển này có chế độ thủy văn nổi bật như: thủy triều không lớn, nhiệt độ nước từ độ sâu nào đó tới đáy biển có tính chất đồng kiểu. Độ sâu đó thường là nơi có các sống ngầm (đỉnh các dãy đồi, núi ngầm), phân cách những độ sâu lớn của đại dương.
Các loại biển giữa lục địa được hiểu bao gồm biển giữa các lục địa (giữa 2 hay 3 lục địa) như Địa Trung Hải, hay biển nằm trong một lục địa như biển Catxpien, biển Aral, biển Baltic.
bien tu nhien
Biển ven lục địa tách với đại dương bằng chuỗi các đảo, đôi khi bằng các bán đảo. Quan hệ của những biển này với đại dương chặt chẽ hơn so với bBiển giữa lục địa.
Tại các biển này, thủy triều từ đại dương vào thật dễ dàng, các khối nước biển có tính chất phù hợp nhiều với khối nước của đại dương tiếp cận, các hải lưu phụ thuộc nhiều vào hải lưu của đại dương.
Một số biển ven lục địa: biển Nhật Bản, biển Bering, Biển Đông của Việt Nam.
bien nhan tao
Biển giữa các đảo là những biển được bao bọc bởi vành đai các đảo dày hoặc thưa. Chế độ thủy văn của các biển giữa các đảo được xác định tùy theo mức độ trao đổi nước tự do giữa các biển thông qua các eo biển có bị ngăn cản bởi các sống ngầm hay không.
Trên đại dương thế giới có khoảng 50 biển loại này, một số như biển Xelep, biển Bangđa, Xulu, Java...

## Vịnh
Xem chi tiết tại bài Vịnh
Vịnh là phần biển lõm sâu vào đất liền.
Tùy thuộc vào nguồn gốc, cấu tạo bờ biển, dạng và kích thước của vịnh, có thể phân các thủy vực đó thành các dạng: vịnh (gulf), vụng (bay), vũng cạn (liman), phá (lagoon), khe fio (fiord).

### Vịnh
Vịnh là phần đại dương hay biển ăn sâu vào đất liền, có kích thước khá lớn. Có những vịnh còn lớn hơn biển, như vịnh Bengal ở Ấn Độ Dương có diện tích 2.172.000 km², trong khi biển Andaman bên cạnh chỉ có 602.000 km².
Ranh giới của các vịnh phần lớn là xác định theo qui ước, hoặc lấy theo các mõm bờ nhô ra ở cửa vịnh, hoặc lấy theo đường đẳng sâu.
Trong Biển Đông Việt Nam, chỉ có vịnh Bắc Bộ và vịnh Thái Lan được xếp vào loại vịnh.

### Vụng
Vụng là những vịnh có kích thước không lớn, được bảo vệ chống sóng gió bởi các mõm nhô ra biển.
Một số vụng ở Việt Nam: vụng Đà Nẵng, vụng Dung Quất, vụng Quy Nhơn, vụng Văn Phong...

### Vũng cạn
Vũng cạn là loại vịnh cạn ăn lõm sâu vào đất liền, có các doi đất hoặc các cồn đất ngăn ở cửa vụng. Vũng cạn chính là thung lũng đoạn cửa sông hay vùng hạ du bị ngập đầy nước biển.
Một số vũng cạn ở Việt Nam: vũng Nước Ngọt ở Bình Định, cửa Tráp ở Nghệ An...

### Phá
Phá kéo dài dọc theo bờ biển, là một "vịnh" cạn chứa nước mặn hay nước lợ, được nối với biển bằng những eo không lớn hoặc hoàn toàn tách biệt với biển bằng các doi đất.
Phá còn có thể là các kho nước biển nằm trong lòng các vành đảo san hô (atoll).
Có những phá mà bờ của nó kéo dài hàng nghìn km (vịnh México bãi cạn ngăn cách phá với biển dài 1800 km). Ven bờ biển Việt Nam có phá Tam Giang.

### Khe fio
Xem chi tiết tại bài Fio
Khe fio là những hoang mạc,không có nước, ăn rất sâu vào đất liền, có bờ cát cao và rất dốc. Nguồn gốc các khe fio có quan hệ tới các sông băng kỷ băng hà
Khe fio điển hình là Conxky ở biển Bắc Âu.